# Vijverskasteel

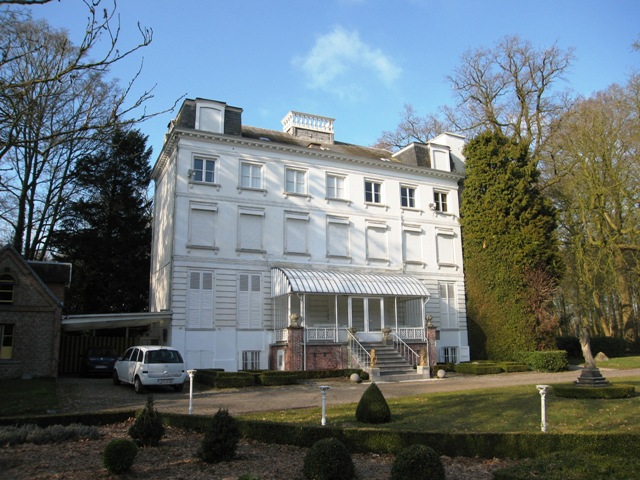
Vijverskasteel in Loppem

Het Vijverskasteel is een kasteel in de tot de West-Vlaamse gemeente Zedelgem behorende plaats Loppem, gelegen aan Heidelbergstraat 29 en 29A.

## Geschiedenis
In de 16e eeuw lag hier een hoeve, het Ovaers nest. In 1793 werd de hoeve verkocht aan Jacques van Ockerhout, welke ten oosten van de gebouwen een schoon kasteelgoed en aanhorigheden liet optrekken. In 1848 werd de tuin heraangelegd met vijvers, waar het kasteel zijn naam aan heeft te danken. Ook het huidige kasteel, in neoclassicistische stijl, dateert voornamelijk van deze periode. In 1864 werden paardenstallen en een koetshuis toegevoegd. In het laatste decennium van de 19e eeuw werden enige uitbreidingen verricht en werd een veranda, een oranjerie en een kas gebouwd.
In 1980 werd het kasteel getroffen door brand. Bij het herstel werd het interieur gedeeltelijk gewijzigd.

## Gebouw
Het kasteel stamt voornamelijk uit 1848 en is gebouwd in neoclassicistische stijl. Het heeft een rechthoekige plattegrond en omvat drie bouwlagen. Een gevelsteen toont nog het jaartal 1793.

## Domein
Het kasteel wordt omgeven door een klein park dat begin 19e eeuw in Franse stijl werd aangelegd en later in de 19e eeuw werd omgevormd tot Engelse landschapsstijl. Het omvat een vijver met een eiland dat in het midden een grot bevat. Verder is er een ommuurde moestuin.